# جائزة الولايات المتحدة الكبرى للدراجات النارية 2010
جائزة الولايات المتحدة الكبرى للدراجات النارية 2010 هو سباق دراجات نارية أقيم بتاريخ 25 يوليو 2010 في حلبة لاغونا سيكا. كان الجولة التاسعة من أصل 18 في سباق الجائزة الكبرى للدراجات النارية موسم 2010. فاز الإسباني خورخي لورنزو بفئة الموتو جي بي بينما جاء الأسترالي كيسي ستونر في المركز الثاني وحصل على المركز الثالث الإيطالي فالنتينو روسي.

## وصلات خارجية
- الموقع الرسمي